# Boerse.de
boerse.de ist ein 1994 gegründetes Finanzportal, das von der boerse.de Finanzportal GmbH mit Sitz in Rosenheim betrieben wird.

## Geschichte
Die Webseite boerse.de wurde erstmals am 20. Oktober 1996 vom Internet Archive erfasst. Die Erstregistrierung der Seite erfolgte nach Angaben des damaligen Portalbetreibers und Gründers Willi Rauffer bereits im Jahr 1994. In den Jahren von 1994 bis 1998 bestand boerse.de aus einer Ansammlung von Links zu anderen Börsenseiten. Ab 1998 wurden redaktionelle Inhalte zum Thema Börse publiziert.

## Inhalte
boerse.de publiziert Informationen zu den Themen Börse und Vermögensbildung. Zu den Inhalten gehören Realtimekurse und Charts sowie Börsennachrichten und Analysen. Daneben gibt es Vergleichsmöglichkeiten und Analysetools für Aktien, Fonds, Derivate, Rohstoffe, Devisen und Indizes. Für die Unternehmen aus Dax, Mdax und TecDax werden in den Analysetools folgende Informationen zur Verfügung gestellt: Unternehmensprofil, Kurse und Charts, Technische Kennzahlen, Fundamentaldaten, Kursstatistiken, Analysten-Einstufungen, Risiko- und Performance-Kennzahlen, Chartanalysen und Kursziele.
Anhand von Performance-Analysen werden Aussagen zur Anlagequalität von Aktien getroffen. An die 100 „besten“ Aktien nach den Kennzahlen der Performance-Analyse wird der Status „Champions Aktie“ vergeben. Die Zusammensetzung der 100 Champions-Aktien wird quartalsweise überprüft.

## Relevanz
boerse.de hatte im März 2018 etwa 500.000 Besucher. Insgesamt wurden in diesem Zeitraum rund 12 Millionen Einzelseiten aufgerufen.
Im April 2018 zitieren rund 2.000 Websites Börsenkurse und redaktionelle Beiträge von boerse.de, darunter z. B. zeit.de, heise.de, wiwo.de, tagesspiegel.de, daimler.com, sz-online.de, tagesanzeiger.ch, wallstreet-online.de, bernerzeitung.ch und haufe.de.
2001 wurde boerse.de vom Deutschen Aktieninstitut (DAI) als „das Portal mit den besten kostenlosen Informationen für Privatanleger“ ausgezeichnet.